# Mikroskoczki
Mikroskoczki (Cardiocraniinae) – podrodzina ssaków z rodziny skoczkowatych (Dipodidae).

## Zasięg występowania
Podrodzina obejmuje gatunki występujące w Azji.

## Systematyka
Do podrodziny mikroskoczków zalicza się następujące rodzaje:
- Cardiocranius Satunin, 1903 – mikroskoczek – jedynym żyjącym współcześnie przedstawicielem jest Cardiocranius paradoxus Satunin, 1903 – mikroskoczek pięciopalczasty
- Salpingotus Vinogradov, 1922 – skoczuszek